# Алберто Фуџимори
Алберто Кенја Фуџимори (шп. изговор: Фухимори, Лима, 26. јул 1938 — Лима, 11. септембар 2024), познат и као Кенја Фуџимори, био је председник Перуа који је обављао ту дужност од 28. јула 1990. до 22. новембра 2000. Био је прва особа источноазијског порекла која је постала шеф неке латиноамеричке државе, а након Артура Чунга као церемонијалног председника Гвајане друга особа источноазијског порекла која је постала шеф неке државе изван Азије. 
Године 1997, задобио је симпатије Перуанаца када је његов тим од 140 командоса упао у комплекс јапанске амбасаде у којој је 14 револуционара МРТА-е држало таоце 126 дана тражећи ослобођење око 400 њихових припадника. Око те акције мишљења су подељена јер су убили све револуционаре, иако су се неки наводно били већ предали.
Фуџиморију се приписује повратак макроекономске стабилности у Перу након бурног периода под Аланом Гарсијом и успостављање мира након дуготрајног сукоба с левичарским герилцима међу којима се истицао маоистички покрет Сендеро Луминосо. Но, Фуџимори је исто тако био жестоко критикован због ауторитарног вођења државе, поготово након државног удара године 1992, као и безбројних кршења људских и грађанских права. Године 1999. Фуџимори је посетио бразилски град Бело Оризонте, где је после концерта упознао познату совјетску и руску певачицу Раису Васиљеву и поклонио јој кутију дијаманата, наводно купљену државним новцем као поклон. Инцидент је покренуо истрагу, а и државни тужиоци и посланици су касније истражили Фуџиморија на основу много ширих оптужби за корупцију и прање новца. Крајем 2000. опозиција његовој власти је нарасла након открића бројних корупцијских скандала везаних за његов режим. Тада је он напустио Перу како би присуствовао АПЕК-овом самиту у Брунеју, али је одатле отишао у Јапан чији је држављанин. Тамо је поднео оставку, послату факс уређајем и накнадно службено предату перуанској амбасади у Токију. Након нагађања да неће бити прихваћена, то се ипак догодило.
У октобру 2005. Фуџимори је изјавио да ће учествовати на перуанским председничким изборима у априлу 2006. За време путовања у Чиле ухапсиле су га тамошње власти 7. новембра 2005. Почетком 2006. перуанске власти су му одбациле кандидатуру.
Дана 7. априла 2009, трочлано судско веће осудило је Алберта Фуџиморија за кршење људских права. У пресуди се тврди да је наредио одредима смрти да убију укупно 25 људи у два масакра 1991. и 1992. године, као и да је био умешан у киднаповање перуанског опозиционог новинара Густава Горитија и бизнисмена Самуела Дијера. Суд га је осудио на 25 година затвора.

## Смрт
Последњих неколико година живота је имао разне здравствене проблеме, укључујући срчане и гастроинтестиналне проблеме. Пред крај живота је добио рак, од кога је и умро у Сан Борхи, Лима, 11. септембра 2024. године, у дому своје ћерке Кеико Фуџимори.